# 205 Martha
205 Martha är en asteroid i huvudbältet som upptäcktes den 13 oktober 1879 i Pula av den österrikiske astronomen Johann Palisa, som upptäckte fler än hundratjugo asteroider, småplaneter och kometer. Asteroiden namngavs efter Marta, en biblisk person ur Nya Testamentet.